# Asesinato de Nonoi
Nurasyura binte Mohamed Fauzi era una niña malaya de Singapur de dos años que fue violada y asesinada. Nurasyura, más conocido como Nonoi, había desaparecido el 1 de marzo de 2006 y se produjo una búsqueda muy publicitada; Tres días después, su padrastro, Mohammed Ali bin Johari, confesó lo que afirmó fue una muerte accidental y condujo a la policía hasta su cuerpo. Una autopsia reveló que la niña murió ahogada y fue agredida sexualmente antes de morir. El 31 de agosto de 2007, después de una audiencia de ocho días, el Tribunal Superior declaró culpable de asesinato a Mohammed Ali, que negó repetidamente haber violado a Nonoi, y lo condenó a muerte.
Posteriormente, el Tribunal de Apelación de Singapur, aunque desestimó la apelación de Mohammed Ali el 22 de abril de 2008, también lo declaró culpable de violar a Nonoi, aunque la fiscalía no había presentado formalmente ningún cargo adicional de violación contra él en primer lugar. Después de permanecer en el corredor de la muerte durante otros ocho meses desde la pérdida de su apelación, Mohammed Ali fue ahorcado el 19 de diciembre de 2008. El caso había sido un shock para los singapurenses desde su aparición y sus consecuencias, lo que generó una adaptación televisiva del caso en 2009 y una publicación. del caso por el periódico nacional de Singapur The Straits Times en 2015.

## Desaparición

### Búsqueda de Nonoi
La tarde del miércoles 1 de marzo de 2006, en una unidad de tres habitaciones de la planta baja del bloque 62, Circuit Road, desapareció Nurasyura binte Mohamed Fauzi, de dos años, conocido cariñosamente como "Nonoi". Sus familiares y parientes llevaron a cabo una búsqueda; Los vecinos, policías y algunos desconocidos se sumaron a la búsqueda y repartieron volantes. La búsqueda fue ampliamente difundida en los periódicos y la policía hizo un llamamiento al público para obtener información sobre el paradero de la niña. Su abuelo, Johari bin Mohammed Yus, de 59 años, propietario del piso de Circuit Road, la había visto por última vez alrededor de las 7 p. m. antes de comenzar sus oraciones vespertinas; él también fue quien denunció su desaparición.

### Confesión y arresto
Tres días después, el 4 de marzo, en su apartamento de Pipit Road y en la casa de Nonoi, Mohammed Ali bin Johari, de 29 años, el padrastro de la niña, de repente se derrumbó y entre lágrimas le confesó a su esposa, Mdm Mastura binte Kamsir (de 22 años), y su anciana suegra, Rozanah binte Salleh, que fue culpa suya y pidió perdón. Les dijo en malayo: "Nonoi, dah tak ada" (que significa "Nonoi, no más"). Para gran sorpresa, ira y dolor de las mujeres, Mohammed Ali admitió que Nonoi estaba muerta y que no tenía intención de matarla. Según Mdm Rozanah, al escuchar la confesión de su yerno, sospechó que su yerno debía haberle hecho algo malo a su nieta. Tras un nuevo interrogatorio, Mohammed Ali dijo que había sumergido a Nonoi dentro de un cubo de agua y esto le provocó la muerte, pero sostuvo que no tenía intención de causarle la muerte y dijo a las mujeres que informaría a la policía sobre esto.
Después de entregarse en la comisaría de Bedok, Mohammed Ali condujo a la policía al paso elevado de Aljunied a lo largo de la autopista Pan Island, donde se encontró el cuerpo desnudo y parcialmente descompuesto de una niña pequeña con el pelo hasta los hombros en la parte más baja de la estación. trasvolar. Se realizaron pruebas de ADN y se certificó que el cuerpo pertenecía al desaparecido Nonoi. Cuando la policía se llevó a Mohammed Ali, varios vecinos y extraños enfurecidos le gritaron malas palabras, quien había estado montando una farsa rezando por la seguridad de su hijastra y pidiendo ayuda mientras participaba en la búsqueda.

### Acusación y prisión preventiva
El 7 de marzo de 2006, tres días después de su detención, Mohammed Ali, de 29 años, fue acusado de asesinato. El día en que fue acusado, Mohammed Ali hizo un gesto a sus familiares para pedirles perdón y decirles que los ama. Sin embargo, por una vez, Mohammed Ali no miró a su esposa, que estaba sentada junto a su madre, separada de sus suegros. Ambos lados de la familia, visiblemente conmocionados por los hechos ocurridos, no hablaron con los medios. Antes de la trágica muerte de Nonoi a manos de Mohammed Ali, las familias de su madre y su padrastro eran originalmente cercanas entre sí, y a menudo charlaban y comían juntos; por lo cual Nonoi fue el principal motivo que los unió.
Después de ser acusado, el 13 de marzo de 2007, se ordenó que Mohammed Ali permaneciera en prisión preventiva en el Centro Médico de la Prisión de Changi para una evaluación psiquiátrica. Tres semanas después, el 3 de abril de 2006, se ordenó que Mohammed Ali permaneciera en prisión preventiva durante tres semanas más para realizar más evaluaciones psiquiátricas.

### Causa de la muerte
Después de que la policía recuperó el cuerpo de Nonoi, el patólogo forense consultor y profesor asociado Dr. Gilbert Lau del Centro de Medicina Forense (Autoridad de Ciencias de la Salud) realizó un examen post mortem del cadáver de la niña el 5 de marzo de 2006. En su informe de autopsia, el Dr. Lau escribió que el examen de los "genitales externos mostró una laceración extensa de la horquilla, asociada con una aparente obliteración del himen y una hemorragia aguda localizada", lo que significa que hay cortes en su área genital y su himen fue completamente destruido; estas lesiones externas son consistente con agresión sexual.
No solo eso, el Dr. Lau también descubrió que los pulmones del niño estaban llenos de agua y sobreexpandidos, lo que era compatible con haber sido ahogado o sumergido en agua. Sin embargo, a pesar de sus hallazgos, el Dr. Lau no pudo determinar completamente la verdadera causa de la muerte. Declaró ante el tribunal que las lesiones sexuales no eran suficientes en la causa ordinaria de la naturaleza para causar la muerte. Escribió que la razón más posible detrás de la muerte de Nonoi se debió a que se sumergió o se ahogó en agua y agregó dos causas alternativas de muerte: una convulsión o un ritmo cardíaco anormal, aunque el Dr. Lau dijo que la muerte de Nonoi probablemente no fue parte de un proceso natural. . Por cierto, los resultados de cualquier semen o ADN alrededor del área vaginal de la fallecida dieron negativo.

### Entierro
El 8 de marzo de 2006, Nonoi fue enterrada en el cementerio musulmán de Pusara Abadi, después de un breve funeral celebrado por su familia en la mezquita de Pusara Aman. Se informó en ese momento que la madre de Nonoi no pudo dejarla después de su entierro y la abuela paterna de la niña se desmayó en medio del funeral. Mohamed Fauzi bin Abdul Kadil, padre de Nonoi y primer marido de Mdm Mastura antes de su matrimonio con Mohammed Ali, estuvo presente en el funeral. Al funeral de Nonoi asistieron 200 personas, incluidos los hermanos del padrastro de Nonoi.

## Antecedentes

### Mohammed Ali bin Johari (padrastro de Nonoi)
Nacido de Johari bin Mohammed Yus y Fatimah binte Yusoff, Mohammed Ali creció junto con algunos hermanos en su familia. Se informó que Mohammed Ali era un drogadicto que abusaba de la marihuana y del jarabe para la tos y otros; este hábito continuó hasta su arresto el 4 de marzo de 2006. En el momento de su arresto, Mohammed Ali trabajaba como conductor de despacho independiente. Mohammed Ali se casó cuando tenía 16 años y tuvo tres hijos. Conoció a Mdm Mastura por primera vez en 2005 y la dejó embarazada ese mismo año, lo que lo llevó a divorciarse de su primera esposa y ella obtuvo la custodia de sus tres hijos. Según su exesposa, Mohammed Ali era un "marido celoso" y un "hombre impaciente" de mal genio. Mohammed Ali y Mastura se casaron, después de que ella también se divorciara de su primer marido, Mohamed Fauzi bin Abdul Kadil.
En el proceso de divorcio de su primer marido, Mastura obtuvo la custodia de Nonoi, quien era uno de los tres hijos de Mastura de su primer matrimonio, mientras que los otros dos hijos, un hijo y otra hija, se fueron a vivir con su padre. Efectivamente, Nonoi se convirtió en la hijastra de Mohammed Ali. Tras el matrimonio entre Mohammed Ali y Mastura, la pareja tuvo otro hijo. La familia de cuatro miembros vivía en un apartamento de una habitación en Pipit Road. Durante su tiempo de matrimonio, Mohammed Ali mantuvo una relación cercana con sus padres y hermanos solteros (que vivían juntos con sus padres).

### Mastura binte Kamsir (madre de Nonoi)
Nacida en 1984, Mastura era hija de Rozanah binte Salleh y de un padre anónimo. Mastura abandonó la escuela a los 14 años y dos años después, en 2000, a los 16 años, quedó embarazada y casada con Mohamed Fauzi bin Abdul Kadil. Sus dos primeros hijos, un hijo y una hija, nacieron el mismo año en que se casó con Mohamed Fauzi.
A los 19 años, Mastura fue acusado ante el tribunal de un delito desconocido y posteriormente condenada a prisión. Durante el período de su encarcelamiento, Mastura dio a luz a su tercer hijo, Nonoi, el 2 de mayo de 2003. Sin embargo, durante el juicio de Mohammed Ali, las pruebas de ADN revelaron que Nonoi en realidad no era la hija biológica de Mohamed Fauzi. El padre biológico de Nonoi era en realidad otro hombre malayo, solo llamado Khairul, con quien Mdm Mastura tuvo una aventura un año antes de su encarcelamiento.
Después de su liberación, Mastura conoció a Mohammed Ali en 2005 y quedó embarazada de su hijo. Debido a esto, Mastura se divorció de su marido, quien tomó la custodia de sus dos hijos mayores, mientras que ella tuvo a Nonoi. Se casó con Mohammed Ali en noviembre de 2005 y vivieron con Nonoi y el hijo que tuvieron juntos. En el momento de la muerte de su hija, la señora Mastura trabajaba como masajista tradicional.

## Juicio y sentencia

### Juicio
El 26 de enero de 2007, en una audiencia preliminar del caso ante los tribunales de Singapur, el juez que lo presidía decidió que había pruebas suficientes para procesar a Mohammed Ali por asesinato. El juicio estaba previsto para el mes siguiente, pero no fue así.
El 4 de abril de 2007, más de un año después de violar y matar a Nonoi, Mohammed Ali, de 30 años, fue juzgado en el Tribunal Superior de Singapur ante el juez del Tribunal Superior Kan Ting Chiu , que conoció el caso. La fiscalía encargada de procesar a Mohammed Ali está formada por cuatro miembros: los fiscales adjuntos Christopher Ong , Tan Wee Soon , Stanley Kok Pin Chin y Vinesh Winodan de la Fiscalía General. En su juicio, Mohammed Ali estuvo representado por dos abogados, RS Bajwa y Sarindar Singh . Los medios de comunicación de Singapur informaron ampliamente sobre el juicio de ocho días, que se prolongó durante cuatro meses, de abril a agosto del año 2007. Según la ley de Singapur, si Mohammed Ali fuera declarado culpable de asesinato, sería condenado a muerte.

#### Cuenta inicial
Mohammed Ali, en sus declaraciones policiales previas al juicio (que también afirmó en su defensa), sostuvo que no violó a la niña y que nunca lo haría porque amaba a Nonoi como a su propia sangre, y que sumergió la niña en el agua con el único propósito de querer que dejara de llorar (le dijo a la policía y al tribunal que Nonoi, que normalmente era una niña alegre, por alguna razón, siguió llorando ese mismo día y no paró). Mohammed Ali también argumentó que no tenía intención de matarla y accidentalmente sumergió a Nonoi en agua durante un período más largo después de hacerlo dos veces mientras atendía una llamada telefónica entrante. Yendo más lejos, contó que el día del asesinato dejó a sus hijos en casa de sus padres y se fue de compras con Mastura porque era su día de pago. Después de la hora del almuerzo, la envió a trabajar antes de regresar al piso de sus padres (ya que ese día no estaba trabajando). Mohammed Ali dijo a la policía que, al poco tiempo, decidió sacar a pasear a su hijastra. A partir de ese momento, dijo, Nonoi comenzó a llorar. La llevó a una tienda de provisiones, pero ella no quería que le comprara dulces y quería volver al piso de sus abuelos. Más tarde fue a visitar a un amigo que también vivía en Circuit Road como sus padres, pero el amigo no estaba en casa, por lo que regresó a su casa de Pipit Road con Nonoi. Cuando estaba sola en casa con Nonoi, ella seguía llorando y continuó así incluso después de que él encendió la televisión y la radio y le levantó la voz varias veces para que se callara.
Para que dejara de llorar, Mohammed Ali dijo que la abofeteó y le golpeó las piernas. Cuando no funcionó, Mohammed Ali la sumergió brevemente en un balde lleno hasta la mitad con agua con la cabeza hacia abajo una vez, y cuando Nonoi siguió llorando, llenó el balde hasta tres cuartas partes con agua antes de hacerlo por segunda vez. Cuando lo hizo por tercera vez, Mohammed Ali accidentalmente lo hizo en un momento más largo cuando iba a contestar la llamada, y debido a esto, Mohammed Ali dijo que Nonoi dejó de responder. Después de que ella murió y después de que él no pudo resucitarla, Mohammed Ali dijo que estaba en estado de pánico por la muerte de su hijastra. Más tarde, rápidamente vistió a Nonoi con ropa seca, la llevó al apartamento de sus padres y la acostó en una cama, de modo que estuviera durmiendo. Incluso tomó precauciones y se paró junto a la puerta del dormitorio para no permitir que nadie la molestara y les dijo a todos que se quedaran callados; Tenía miedo, dijo, de que alguien supiera que Nonoi había muerto en su casa. Hay una salida delantera y una salida trasera en el piso de Circuit Road, lo que facilitó la entrada y salida de la gente. Sólo cuando su anciano padre comenzó sus oraciones vespertinas fue a deshacerse del cuerpo en Aljunied Flyover. Después de cubrir el cuerpo con un poco de basura, Mohammed Ali le dijo al cadáver de su hijastra antes de irse: "Nonoi, levántate, Nonoi. Te dejo aquí un rato".
Después de sus oraciones vespertinas, alrededor de las 19.35 horas, el señor Johari, entonces de 59 años y jubilado, descubrió que había desaparecido y pensó que se había extraviado, por lo que comenzó la búsqueda de ella durante tres días. Mohammed Ali culpó a su padre por la desaparición de Nonoi e incluso golpeó a uno de sus hermanos, Mohammed Rahim, entonces de 22 años, por este asunto (esto fue lo que su hermano dijo al tribunal en el estrado). Cuando se le preguntó acerca de las lesiones sexuales en su área vaginal, Mohammed Ali dijo que ese día, después de sumergir a Nonoi en el cubo, descubrió que Nonoi orinaba en sus pañales, por lo que se los quitó y frotó los genitales. de la niña. Dijo que le dijo a Nonoi que lo hiciera ella misma, pero que ella no podía hacerlo lo suficientemente rápido así que lo hizo él. Mohammed Ali afirmó que lo hizo con prisa y utilizó más fuerza.
A un agente de investigación de la policía que lo interrogó, Mohammed Ali le dijo estas palabras, como se informó en un artículo de prensa fechado el 10 de abril de 2007: "Le golpeé en las piernas. Le abofeteé la cara. La sumerjo en un cubo de agua, de cabeza, que causó su muerte. No tengo la intención de hacer todo esto porque no soy un asesino ni un violador. Cuando ella ha muerto, tengo miedo y escondo su cuerpo en un desagüe. En lugar de darle la sentencia de muerte. , simplemente encarceladme. Pido perdón a todos y también (a) al difunto (Nonoi)".

#### El caso de la fiscalía
Sin embargo, al inicio del juicio, en su caso, los fiscales que procesaron a Mohammed Ali por la violación y asesinato de Nonoi, presentaron un caso diferente. Su caso fue que Mohammed Ali había violado a su hijastra y la había matado para encubrir su crimen. A lo cual, Mohammed Ali, que mantuvo una conducta normal y tranquila durante todo el juicio, lo negó con vehemencia y se enfureció cuando la fiscalía le preguntó repetidamente al respecto. Mientras perdía la calma, Mohammed Ali dijo ante el tribunal: "Espero que esta sea la última vez que le diga al tribunal que no haría tales cosas".
Los agentes de policía encargados de investigar el caso, encabezados por el superintendente adjunto de la policía (DSP), Ang Bee Chin, también obtuvieron pruebas de los registros telefónicos de Mohammed Ali de M1 (MoblieOne) durante el período comprendido entre el 27 de febrero y el 4 de marzo de 2006. Los registros telefónicos presentados ante el tribunal mostraron que hubo varias llamadas entrantes el 3 de marzo (el día antes de su arresto), pero el día de la muerte de Nonoi, Mohammed Ali no respondió ni una sola llamada en su teléfono móvil, lo que demostró que su declaración policial de que respondió una llamada mientras Nonoi todavía estaba sumergido en agua no era cierta. Este fue un aspecto en el que la fiscalía calificó de mentira la declaración de Mohammed Ali.
Además, las declaraciones de Mastura y otros familiares indicaron que no encontraron heridas en Nonoi cuando se bañaba; Esto llevó al establecimiento de señales distintivas que condujeron a la posibilidad de que la presunta agresión sexual pudiera haber tenido lugar en algún momento más tarde ese día, especialmente cuando Mohammed Ali estaba solo en casa con su hijastra. Mdm Mastura, que testificó bajo juramento en la audiencia judicial de su marido, dijo que antes descubrió una herida en el brazo de su hija mientras la bañaba, Mohammed Ali le respondió que Nonoi tocó accidentalmente el tubo de escape caliente de su motocicleta y se quemó cuando ella le preguntó sobre él. El señor Johari dijo que hubo ocasiones en las que su hijo trajo a sus hijos Nonoi y Daniel a su casa para ponerlos bajo su cuidado, hay ocasiones en las que Mohammed Ali traía a Nonoi sola a casa, alegando que la iba a bañar; Estos dos testimonios anteriores arrojan dudas sobre las afirmaciones de Mohammed Ali de que nunca abusó de Nonoi antes del día de su muerte.

#### Mohammed Ali cambia su historia
En el tribunal, sin embargo, Mohammed Ali cambió su historia y se retractó de partes de ella (especialmente en la parte en la que afirmó que se distrajo con la llamada telefónica y la tercera inmersión en agua). Dijo que escuchó un timbre, pero no estaba seguro si provenía de su teléfono o de la radio. También dijo que después de la tercera vez que la sumergió en agua, Nonoi se debilitó y se ablandó y parpadeó, y finalmente murió, pero afirmó que no estaba seguro del momento de su muerte si ocurrió después de que él abandonó Pipit Road. piso o cuando regresó al piso de sus padres en Circuit Road. Utilizando un chupete y un balde, demostró en vivo ante el tribunal cómo sumergió a su hijastra ante los ojos de todos los presentes en la sala para escuchar el caso (afirmó que hizo las inmersiones en menos de un segundo). Dijo que no mentía, sino que estaba asustado y confundido cuando dio sus declaraciones a la policía.

#### Evidencia psiquiátrica
El psiquiatra consultor principal G Sathyadevan del Instituto de Salud Mental, que fue el psiquiatra que llevó a cabo una evaluación psiquiátrica de Mohammed Ali durante el tiempo de su prisión preventiva, compareció el segundo día del juicio (5 de abril de 2007) para testificar y presentar su informe psiquiátrico. del estado mental de Mohammed Ali. El Dr. Sathyadevan no sólo dijo al tribunal que Mohammed Ali le contó esencialmente el mismo relato del caso que les contó a los investigadores de la policía, sino que su informe psiquiátrico pintó una imagen oscura de Mohammed Ali; todavía estaba abusando de las drogas dos días antes de que Nonoi muriera, tenía dificultades para mantener un trabajo, su mal genio y un coeficiente intelectual bajo por debajo del promedio de 89. También se reveló que Mohammed Ali frecuentemente usaba Nonoi como tapadera para evitar la exposición a su droga. Abusar y así evadir el arresto de los agentes antinarcóticos (este era también su propósito de sacar a Nonoi solo el día del asesinato). Sathyadevan también dijo que los defectos de personalidad de Mohammed Ali mencionados anteriormente no deberían haberle obligado a infligir un castigo tan severo a su hijastra que probablemente le causaría la muerte. Dijo que con el bajo coeficiente intelectual de Mohammed Ali, habría pensado en una manera de hacer frente a la interminable serie de llantos de Nonoi.

#### Otra evidencia
A la luz del informe de la autopsia y del testimonio judicial del Dr. Gilbert Lau sobre las otras dos causas alternativas de muerte, se concedió permiso a la fiscalía para llamar a dos testigos médicos sobre esta cuestión. El 12 de abril de 2007, quinto día del juicio, el juicio se aplazó hasta una fecha posterior después de que la fiscalía pidió permiso para dar a los peritos más tiempo para preparar sus pruebas.
El juicio se reanudó el 28 de agosto de 2007. Durante los tres días siguientes, los dos testigos médicos citados por la fiscalía, el Dr. Edmund Lee Jon Deoon y el Dr. Foo Chong Wee, llegaron al tribunal para declarar. Se informó al tribunal que en enero de 2004, cuando Nonoi tenía 8 meses, fue hospitalizada en el Hospital Universitario Nacional (NUH) y el Dr. Foo, uno de los médicos del hospital, le diagnosticó convulsiones provocadas por gastroenteritis. cargo de su tratamiento. El Dr. Foo afirmó que el diagnóstico secundario de la condición médica de Nonoi en ese momento había sido estado epiléptico (una de las causas alternativas de muerte).
El Dr. Lee, que vino del Departamento de Farmacología de NUH, había realizado un estudio de la composición genética de la víctima a petición del Dr. Lau para su ayuda, y los resultados del estudio del Dr. Lee descubrieron que dos variantes genéticas estaban especulativamente relacionadas. a las anomalías del ritmo cardíaco y que éstas podrían conferir un riesgo de arritmia cardíaca (ritmo cardíaco anormal) en presencia de un desencadenante ambiental. Sin embargo, el Dr. Lee añadió que no está demostrado que estas variantes genéticas estén relacionadas con la muerte cardíaca súbita, o que pueda producirse una arritmia cardíaca en presencia de un desencadenante ambiental. En sus palabras, dijo el Dr. Lee, "los resultados del estudio sobre la composición genética de la fallecida no tienen valor diagnóstico alguno, y cualquier posibilidad de un vínculo entre las variantes genéticas identificadas en su composición genética y la muerte cardíaca súbita es altamente especulativa".

#### Presentaciones finales
El 30 de agosto de 2007, el abogado de Mohammed Ali, RS Bajwa, afirmó que su cliente de 30 años era elegible para una defensa de "provocación repentina y grave", diciendo que sumergir a Nonoi en un cubo de agua era una respuesta a los incesantes gritos. por la chica, lo que provocó a su cliente. En sus alegatos finales, el Sr. Bajwa citó un caso de asesinato británico en 1986, en el que un hombre fue provocado para que matara a su bebé de 17 días debido al llanto incesante del bebé y su condena por asesinato fue sustituida por una de homicidio culposo que no ascendía hasta asesinato (u homicidio involuntario) debido a la defensa de provocación repentina y grave. El abogado afirmó que la escasa inteligencia de su cliente, su falta de habilidades como padre y su mal carácter eran factores a favor de tal defensa. "Debido al llanto incesante, el acusado simplemente se enfureció y decidió castigar a la fallecida para calmarla". dijo el señor Bajwa. "Debido al hecho de que estuvo con ella todo el día y su llanto era incesante, no tuvo oportunidad de recomponerse; no hubo un período de "calma". Bajwa también afirmó que desde una perspectiva psiquiátrica, se trata de una "reacción normal o aceptable de alguien con el perfil del acusado (Mohammed Ali)".
Sin embargo, en sus alegatos finales, el Fiscal del Fiscal Christopher Ong, que dirigió la acusación, describió a Mohammed Ali como un "asesino genial" que tomó "medidas cuidadosas y elaboradas para ocultar su participación" en la muerte de su hijastra. Dijo que Nonoi, una niña que ni siquiera tenía tres años en el momento de su muerte, fue agredida sexualmente por su padrastro, quien la ahogó en un cubo de agua en la casa de su familia en el departamento de Pipit Road. Señaló que Mohammed Ali le había mentido a su propia familia. Nonoi estaba durmiendo mientras esperaba una oportunidad para deshacerse de su cadáver, y fingió enojo con su padre y su hermano por no cuidar adecuadamente a la niña y atacar físicamente a su hermano. El Fiscal Ong describió la situación con sus propias palabras: "Es increíble que el acusado (Mohammed Ali) hubiera podido mantener toda esta farsa, si realmente estuviera en un estado de pánico y atormentado por la culpa por la muerte 'accidental' de Nonoi".

### Veredicto
Al final del juicio, el 31 de agosto de 2007, el juez Kan Ting Chiu pronunció su veredicto. En su sentencia final, el juez Kan dijo que aunque la narración de los hechos por parte de Mohammed Ali fue en gran medida similar en sus declaraciones policiales y testimonios judiciales, existe una discrepancia sobre si Mohammed Ali realmente se distrajo y respondió a una llamada telefónica durante la tercera vez que sumergió a Nonoi en agua en su testimonio ante el tribunal y en sus declaraciones policiales, y leyó que de la totalidad de las pruebas, no hay ninguna llamada telefónica como afirmó Mohammed Ali. El juez Kan tampoco cree que Mohammed Ali estuviera en estado de pánico y conmoción cuando murió su hijastra; en su veredicto, el juez dijo que "según su propia evidencia (Mohammed Ali), no perdió la capacidad de hablar mientras hablaba con Nonoi y le suplicaba que despertara. Tampoco estaba en tal estado que no pudiera Pienso, ya que había intentado resucitarla".
El juez señaló además esto al mencionar que el padrastro tomó medidas para evitar cualquier sospecha sobre la muerte de Nonoi y él mismo dijo que le venían muchas ideas a la mente sobre si debería llamar a la policía. El juez Kan dijo que no hay pruebas directas de agresión sexual y no solo eso, la fiscalía no acusó a Mohammed Ali de este delito y el acusado no lo había admitido, por lo que esta cuestión se habría limitado a no tener relación con el cargo de asesinato. por el que el acusado estaba siendo juzgado. Finalmente, en cuanto a la causa de la muerte, el juez Kan dictaminó que después de evaluar todas las pruebas, Nonoi murió por los efectos de las inmersiones (consideró que no había pruebas suficientes para sustentar las dos posibilidades detrás de la muerte de Nonoi), y decidió que Mohammed Ali había Mantuvo intencionalmente a su hijastra sumergida en agua durante un largo período de tiempo y no fue un accidente.
Por lo tanto, el juez Kan quedó satisfecho de que la fiscalía había probado su caso más allá de toda duda razonable y, por lo tanto, declaró culpable de asesinato a Mohammed Ali, de 31 años, y lo condenó a muerte por asesinar a su hijastra. Se informó que Mohammed Ali estaba relativamente tranquilo cuando se dictó la sentencia, pero parecía estar al borde de las lágrimas. Su madre agonizó y se derrumbó al enterarse de que su hijo había sido condenado a muerte. Su padre le dijo a su hijo que se calmara, que orara a Dios para pedir perdón por su crimen y que aceptara el precio por su crimen antes de que la policía se lo llevara. Se confirmó que Mohammed Ali presentaría un recurso de apelación contra su sentencia y condena.

## El llamamiento de Mohammed Ali

### Audiencia
Durante la audiencia de apelación ante el Tribunal de Apelación de Singapur (el tribunal más alto del país), el abogado de Mohammed Ali, RS Bajwa, argumentó que su cliente no tenía intención de causarle a su hijastra ninguna lesión corporal, como lo afirmaron los tres jueces: un juez del Tribunal Superior, Tay Yong Kwang y dos jueces de apelación, Andrew Phang Boon Leong y V. K. Rajah, escucharon la apelación. Dijo que incluso si la hubiera, la lesión corporal prevista, que era privarla de aire temporalmente, era menor. En respuesta a este argumento, uno de los tres jueces, el juez de apelación VK Rajah, replicó sin pelos en la lengua: "¿No sería evidente para cualquier persona que sumergir a un niño pequeño en un cubo de agua, no una sino tres veces, ¿Causaría no sólo lesiones menores sino también graves? Después de decir esto, el juez Rajah añadió: "Es lo más cruel que se le puede hacer a un niño pequeño".
Bajwa también señaló que el juez de primera instancia Kan Ting Chiu había "evitado" la cuestión de si Mohammed Ali había abusado sexualmente de su hijastra, lo que, según él, era crítico y un error por parte del juez porque la fiscalía había construido un caso que él había abusado sexualmente de ella y luego la había asesinado para evitar que se descubriera su traición. No sólo dependió de las dos causas alternativas de muerte y de la verdad no comprobada detrás de la muerte de Nonoi, como el caso de que su cliente no fue el que mató a Nonoi, el Sr. Bajwa también intentó utilizar el argumento de la interferencia judicial para argumentar que el juez Kan había negado Mohammed Ali el derecho a un juicio justo al interrumpir repetidamente durante el contrainterrogatorio de los testigos y el proceso y dirigir a la fiscalía sobre cómo proceder con su caso y sus pruebas para probar su caso contra Mohammed Ali.
En refutación, la fiscalía (donde el DPP Vinesh Winodan permaneció en la acusación mientras sus otros tres colegas fueron reemplazados únicamente por el DPP Lau Wing Yum de la AGC) presentó que Mohammed Ali había tenido la intención de causar lesiones graves a Nonoi y no había evidencia de una llamada telefónica como lo que afirmó. También argumentaron que las pruebas objetivas y las declaraciones de Mohammed Ali sugerían que los hallazgos eran consistentes con una muerte por ahogamiento. El propósito de las interrupciones del juez fue buscar conocer todos los hechos y la mayoría de los casos alegados como ejemplos de injerencia judicial se dirigieron a los aspectos técnicos y forenses del caso. Dijeron que el juez también lo hizo cuando Mohammed Ali subió al estrado para defenderse, que debía ayudarlo en su caso y, sin embargo, Mohammed Ali no citó esto como una interferencia judicial.

### Desestimación
El 22 de abril de 2008, el Tribunal de Apelación desestimó la apelación de Mohammed Ali y confirmó tanto su pena de muerte como su condena por asesinato.
En su sentencia, que fue pronunciada y leída por el juez de apelación Andrew Phang, los tres jueces que entendieron en la apelación quedaron satisfechos de que Mohammed Ali era culpable de asesinato al infligir intencionalmente lesiones corporales tales que en la causa ordinaria de la naturaleza era suficiente causar muerte ahogando a su hijastra en el cubo de agua. No aceptan que Nonoi murió no por ahogamiento sino por cualquiera de las otras dos causas alternativas de muerte. Su conclusión de los hechos fue que no hay pruebas suficientes para probar tal hipótesis más allá de toda duda razonable. También rechazan la defensa de una provocación repentina y grave, ya que encontraron que la conducta de Mohammed Ali después de matar a Nonoi (sus medidas para deshacerse del cuerpo y hacer todo lo posible para ocultar la verdad de la muerte de Nonoi) fueron metódicas y calculadas, y sus reacciones y las acciones después de darse cuenta de que Nonoi estaba muerto no encajaban en lo que debería ser el estado mental de pánico de una persona. Además, señalaron que los gritos de la víctima no eran una provocación lo suficientemente grave como para que Mohammed Ali tuviera que ahogar a la víctima y, por lo tanto, hicieron que el argumento de la falta de habilidades parentales de Mohammed Ali no fuera convincente.
No sólo eso, el juez Phang leyó en el veredicto de apelación de los tres jueces que reconocían que el juez Kan Ting Chiu no abordó la cuestión de si Nonoi fue agredida sexualmente por su padrastro, y afirmó que era importante que el juez de primera instancia original abordar esto. Decidieron que, a partir de la revisión de las pruebas, fue Mohammed Ali el responsable de las lesiones sexuales y la agresión sexual podría haber tenido lugar en algún momento más tarde ese día del asesinato, cuando Mohammed Ali estaba solo en casa con su hijastra. Afirmaron que en el juicio, cuando los abogados defensores interrogaron al hermano de Mohammed Ali, Mohammed Rahim, intentaron hacer una inferencia y dirigirla para que fuera otra persona quien cometió la agresión sexual a Nonoi y trataron de culpar a Mohammed. Rahim, a lo que los tres jueces no pudieron aceptar. Las acusaciones de inferencia judicial contra el juez Kan tampoco fueron aceptadas porque, según vieron las interrupciones del juez Kan en el juicio y las preguntas formuladas a los testigos y a Mohammed Ali, estaba tratando de determinar todos los hechos del caso y no hizo estas interrupciones. de tal manera que dé lugar a perjuicio contra cualquiera de las partes.
En conclusión, sobre los hechos que ha constatado, el Tribunal de Apelación desestimó el recurso de apelación. También se rechazó otra petición de clemencia dirigida al Presidente de Singapur.

## Ejecución
En la mañana del 19 de diciembre de 2008, dos años y nueve meses después de la violación y asesinato de su hijastra Nonoi, Mohammed Ali bin Johari, de 32 años, fue ahorcado en la prisión de Changi. Después de su ejecución, el cuerpo de Mohammed Ali fue enterrado en el cementerio musulmán Lim Chu Kang después de su funeral. Se informó que antes de su muerte, Mohammed Ali le dijo a su familia que quería ser enterrado cerca de su hijastra Nonoi como último deseo.

## Legado

### Recreación
El caso del asesinato de Nonoi se recreó en la temporada de Crimewatch del año 2009 y se emitió como el primer episodio de la temporada del año 2009 del programa el 22 de marzo de 2009, cuatro meses después de la ejecución de Mohammed Ali. En la recreación, agentes de policía y profesionales médicos de la vida real, en particular DSP Ang Bee Chin y el patólogo Dr. Gilbert Lau, que participaron en las investigaciones del caso, aparecieron en el episodio y retomaron sus respectivos roles en la investigación del caso. DSP Ang también fue entrevistado brevemente en pantalla sobre el caso. En la recreación, el actor singapurense Jumari B Mohd interpretó al asesino Mohammed Ali, y la actriz infantil Ayra Nasha interpretó a la víctima Nonoi; La actriz Nurulbadirah y el actor Minuddin interpretaron al anciano padre de Mdm Mastura y Mohammed Ali respectivamente, mientras que los otros miembros de la familia de Nonoi (incluidos los de su madre y su padrastro) que fueron representados en la recreación fueron interpretados por personas desconocidas.

### Publicación
El asesinato de Nonoi fue considerado como un crimen notable que sacudió a Singapur. En julio de 2015, el diario nacional de Singapur The Straits Times publicó un libro electrónico titulado Guilty As Charged: 25 Crimes That Have Shaken Singapore Since 1965, que incluía el caso del asesinato de Nonoi como uno de los 25 crímenes principales que conmocionaron a la nación desde su independencia. en 1965. El libro surgió de la colaboración entre la Policía de Singapur y el propio periódico. El libro electrónico fue editado por el editor asociado de ST News, Abdul Hafiz bin Abdul Samad. La edición de bolsillo del libro se publicó y llegó a las estanterías por primera vez a finales de junio de 2017. La edición de bolsillo entró por primera vez en la lista de libros más vendidos de ST el 8 de agosto de 2017, un mes después de su publicación.
Un artículo de 2021 de The Smart Local nombró el caso de la violación y el asesinato de Nonoi como uno de los nueve crímenes más terribles que conmocionaron a Singapur en la década de 2000.

### Impacto
Incluso después de la conclusión del caso, todavía hay menciones y presencia continua del caso Nonoi en noticias posteriores que cubren ciertos casos de abuso infantil o muertes infantiles por abuso; el caso se ha convertido en un referente para este tipo de casos debido a su notoriedad. Uno de estos casos fue la muerte del niño danés Iman Abdullah, de 3 años, el 15 de diciembre de 2010, por la que el novio de la madre del niño, Muhammad Raffiq bin Jaffah, de 23 años, que abusó del niño hasta la muerte, fue arrestado y finalmente declarado culpable de un cargo reducido de homicidio culposo que no constituye asesinato. También fue declarado culpable de cargos no relacionados de disturbios y conducción bajo inhabilitación. Cuando este incidente salió a la luz por primera vez, se informó que este incidente, junto con otros cinco casos conocidos, en los que el caso Nonoi fue el más mencionado, eran los casos conocidos desde 2006 en los que niños malayos sufrieron abusos por parte de sus padres o los amantes de sus madres. En consecuencia, Muhammad Raffiq fue condenado a un total de 10 años de prisión y 10 azotes de vara (8 años y 5 azotes por homicidio culposo y 2 años y 5 azotes por disturbios). Muhammad Raffiq, quien finalmente fue liberado el 26 de agosto de 2017 después de cumplir dos tercios de su sentencia retroactiva con buen comportamiento, más tarde reincidiría una vez más al abusar del hijo menor de su nueva novia. y después de su arresto en 2018, fue sentenciado a 2 años de prisión el 6 de febrero de 2020 (sin embargo, en ese momento, se ocultó su identidad para proteger la identidad de su víctima de 6 años).
Otro caso que cita el caso Nonoi fue la muerte de Natalie Nikie Alisyia binte Sallehan, de 23 meses, en enero de 2009, quien fue asesinada por su padre biológico Sallehan bin Allaudin, quien la encontró masticando sus cigarrillos y golpeándola hasta matarla en un ataque. de rabia. Sallehan, inicialmente acusado de asesinato, fue posteriormente condenado por el Tribunal Superior a seis años de prisión sin azotes por homicidio culposo; Sin embargo, tras la apelación de la fiscalía, el Tribunal de Apelación aumentó esta sentencia a 10 años de prisión y 10 azotes de vara. Cuando salió a la luz la muerte de Sri Alyaniz Nazri, de 2 años, el caso del asesinato de Nonoi también apareció en un informe de noticias que informaba sobre la muerte del niño en octubre de 2009, que fue resultado de El novio de su madre abusa violentamente de ella. El novio, Mohd Azhar bin Ghapar, también le había dado un cabezazo a la niña y le había pisado el abdomen, fracturándole las costillas. Mohd Azhar fue condenado a 12 años de prisión y 12 azotes con vara.
Un caso más reciente que cita el caso Nonoi fue el de Mohammad Airyl Amirul Haziq Mohamed Ariff, un niño de 4 años que murió a causa de una fractura de cráneo en agosto de 2014. La madre de Airyl, Noraidah bte Mohd Yussof, lo había golpeado brutalmente. por no poder recitar los números del 11 al 18 en malayo, lo que le llevó a ser internado en el hospital, donde moriría cuatro días después a pesar de ser sometido a una cirugía de urgencia. También se dijo que Noraidah, que era una divorciada de 32 años en el momento de su arresto, había abusado de su hijo desde marzo de 2012. En consecuencia, Noraidah fue declarada culpable de causar voluntariamente daños graves y malos tratos a su hijo y sentenciada a 8 años de prisión por parte del Tribunal Superior. Sin embargo, el Tribunal de Apelaciones, al conocer la apelación de la fiscalía, consideró que su sentencia era manifiestamente inadecuada debido a las circunstancias agravantes del caso (incluidas la corta edad del niño y la crueldad de Noraidah en el momento del crimen) y, por lo tanto, aceptó la apelación de la fiscalía y aumentó La pena de cárcel para Noraidah es de 14 años y medio de prisión.
La tragedia de Nonoi también arrojó luz sobre los problemas que enfrenta la comunidad malaya en Singapur. Junto con otras dos muertes de niños malayos, la desafortunada muerte de Nonoi, de 2 años, alarmó al político singapurense Yaacob Ibrahim, quien llamó a las elites malayo-musulmanas de la comunidad a resolver urgentemente los problemas existentes entre los malayos en Singapur.
En marzo de 2012, en la segunda lectura del proyecto de ley sobre uso indebido de drogas (enmienda) en el Parlamento, en respuesta a los llamamientos de varios miembros del Parlamento para abolir la pena de muerte obligatoria, el ministro de Justicia de Singapur, K. Shanmugam, citó la El caso del asesinato de Nonoi, junto con algunos otros casos, muestra el impacto del tráfico de drogas (que justificaba la pena de muerte en Singapur) en las muchas familias cuyos seres queridos quedaron atrapados en el abuso de drogas (en las que la adicción a la marihuana de Mohammed Ali le hizo querer consumir Nonoi). para evitar ser detectado por los agentes antinarcóticos el fatídico día en que la mató). Shanmugam afirmó que reconocía que debería haber compasión hacia los narcotraficantes, pero también planteó la cuestión de las familias destrozadas por las drogas como otro factor importante a considerar. En sus propias palabras, Shanmugam dijo: "Necesitamos mostrar misericordia y compasión a los traficantes, pero al mismo tiempo, también debemos mostrar misericordia y compasión a los Nonois, Roses, Nellys y Rickys de este mundo y a miles de otros". como ellos." (Los últimos tres nombres se referían a los sujetos de otros casos que Shanmugam citó para mostrar cómo las drogas impactaban negativamente en los drogadictos y sus familias). Sus palabras recibieron el apoyo de algunos políticos como el vice primer ministro Teo Chee Hean y el diputado Christopher de Souza.
Incluso hasta 2020, los singapurenses todavía recordaban el caso, incluidos aquellos que lo discutieron como uno de los crímenes notables de Singapur en Reddit.

## Otras lecturas
- Abdul Samad, Abdul Hafiz (2017). Guilty as Charged: 25 Crimes that Have Shaken Singapore Since 1965. Straits Times Press Pte Ltd. ISBN 978-9814642996.

- Datos: Q97738452